# MKS (przedsiębiorstwo)
MKS Sp. z o.o. – przedsiębiorstwo założone w 1996 roku przez Marka Sella, autora pierwszego polskiego programu antywirusowego o nazwie Mks_vir.
Program Mks_vir jest głównym produktem firmy MKS Sp. z o.o. Firma zajmuje się jego dystrybucją, wsparciem technicznym i szkoleniami w zakresie użytkowania programu oraz oferuje usługi w projektowaniu i wdrażaniu całych systemów ochrony antywirusowej w dużych przedsiębiorstwach i instytucjach.
Firma MKS  Sp. z o.o. posiada od 20 grudnia 2001 świadectwo zgodności z normą ISO 9000, przyznane przez Polskie Centrum Badań i Certyfikacji.
W 2005 roku, po śmierci Marka Sella, z firmy odeszli wszyscy programiści, zakładając własną firmę ArcaBit. Do dzisiaj niewyjaśnione są wątpliwości prawne dotyczące praw autorskich do kodów źródłowych.
W styczniu 2006 r. prezesem zarządu MKS Sp. z o.o. został Franciszek Kędzierski, na wniosek spadkobierców. Jedną z pierwszych jego decyzji było złożenie w warszawskiej prokuraturze zawiadomienia o podejrzeniu popełnieniu przestępstwa przez jego poprzednika, Włodzimierza Banaszaka, który kierował firmą w latach 1997–2005, pod zarzutem zawarcia niekorzystnych umów handlowych z firmą ArcaBit. W 2008 r. zarzuty pod adresem Włodzimierza Banaszaka zostały w całości oddalone.
W czerwcu 2007 roku Franciszek Kędzierski, w niewyjaśnionych publicznie okolicznościach, został odwołany z zajmowanego stanowiska przez spadkobierców Marka Sella. Razem z prezesem zarządu zwolniła się część pracowników firmy.
24 września 2010, w efekcie złożonego przez wierzycieli wniosku, sąd wydał postanowienie o ogłoszeniu upadłości MKS Sp. z o.o. obejmującej likwidację majątku spółki.